# Labor
Pour la maison d'édition belge francophone, voir Éditions Labor.

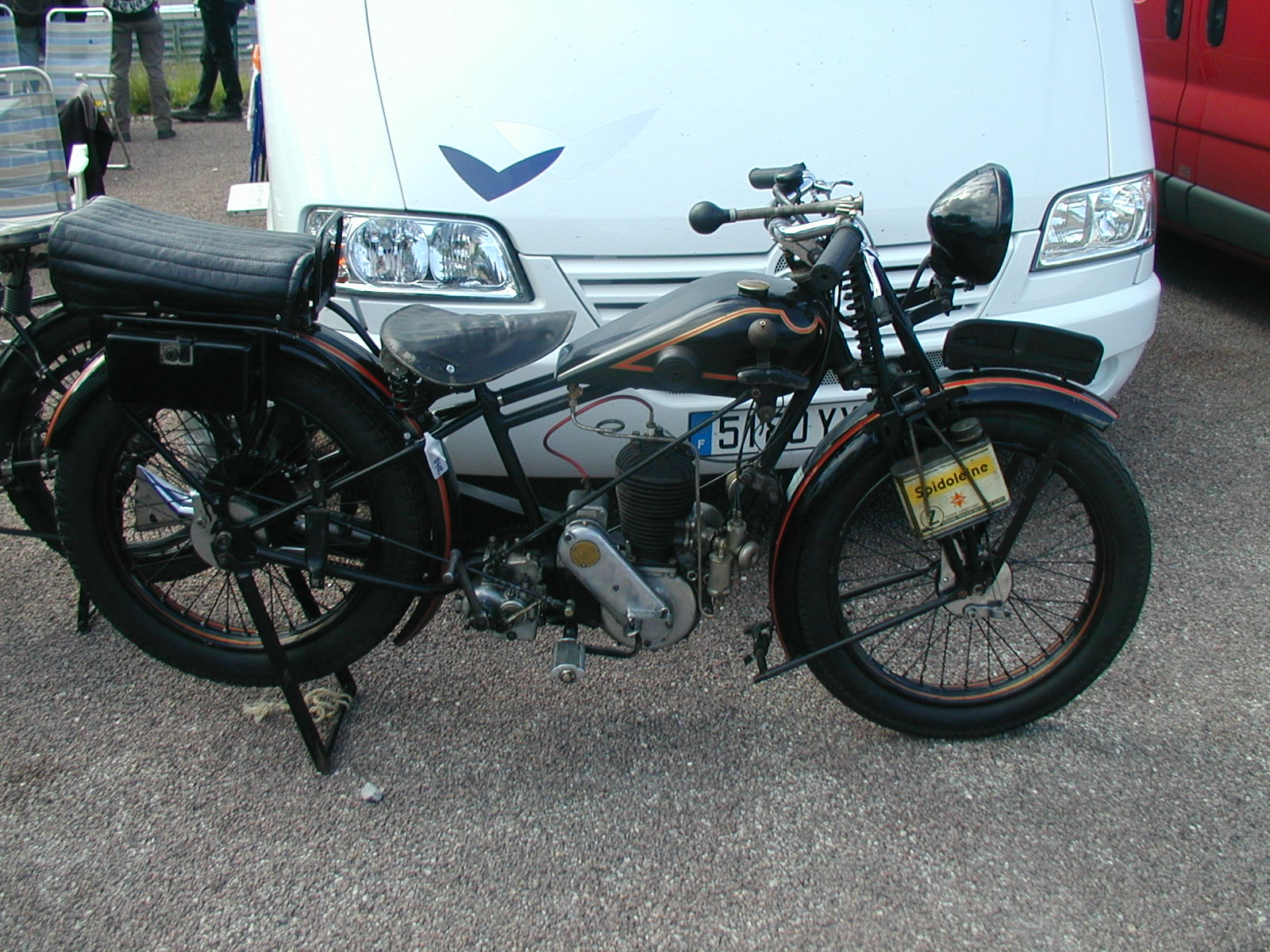
Une Labor 250 de 1932 à moteur Zürcher

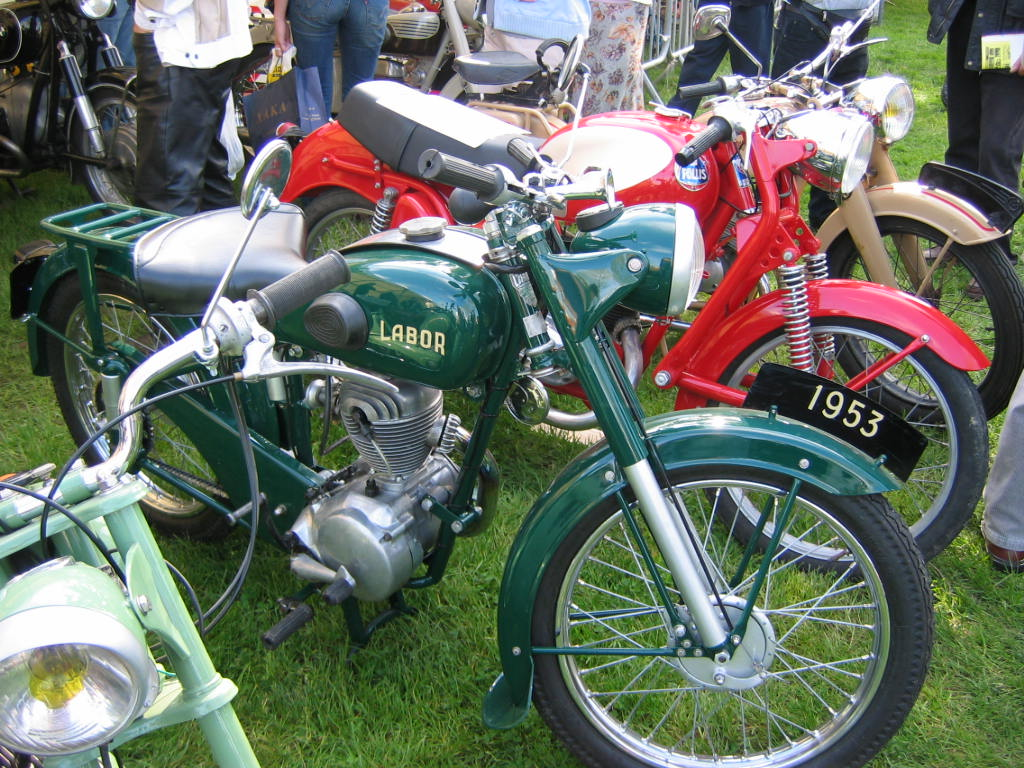
Une des dernières Labor

Labor est une ancienne marque française (1908-1960) de cycles, de motocyclettes et de motos.
L'atelier de construction fondé par Maurice de Clèves, à Neuilly-sur-Seine, connu sous le nom de Ets. Labor-Motos, s'installa ultérieurement sous la dénomination Motos Labor à Courbevoie. La marque fut rachetée partiellement en 1908, et totalement intégrée en 1924, à Alcyon. 
L'entreprise sponsorisa l'équipe cycliste Labor qui perdura, malgré le rachat de la marque, jusqu'au milieu des années 1930.

## Présentation
- Premier moteur à deux temps français.

- L'entreprise Labor a fabriqué aussi bien des machines à moteur 2 temps que 4 temps, en particulier à base de moteurs Zürcher.

## Sources et notes
1. ↑  Le catalogue Labor de 1906 indique comme adresse, à Neuilly-sur-Seine, le 23, Avenue du Roule (1908), sur les affiches apparaît, ultérieurement, le 4bis Boulevard Bourdon.